# Октябрський (Камчатський край)
Октябрський (рос. Октябрьский) — селище (з 1940 до 2010 — селище міського типу) в Усть-Большерецькому районі Камчатського краю Російської Федерації.
Населення становить 1590 (2018) осіб. Входить до складу муніципального утворення Октябрське міське поселення.

## Історія
До 1 червня 2007 року у складі Камчатської області, відтак у складі Камчатського краю. Згідно із законом від 22 жовтня 2004 року органом місцевого самоврядування є Октябрське міське поселення.

## Населення
| 1959  | 1970  | 1979  | 1989  | 2002  | 2009  | 2010  |
| ----- | ----- | ----- | ----- | ----- | ----- | ----- |
| 5500  | ↘3150 | ↗3854 | ↘3813 | ↘2331 | ↘2228 | ↘1720 |
| 2012  | 2013  | 2014  | 2015  | 2016  | 2017  | 2018  |
| ↘1688 | ↗1694 | ↘1685 | ↘1642 | ↘1620 | ↘1575 | ↗1590 |